# Donald Sutherland
Donald Edward McNichol Sutherland OC (Saint John, 17 de julho de 1935 – Miami, 20 de junho de 2024) foi um premiado ator canadense com expressiva atuação no cinema e televisão estadunidenses. Com uma carreira de mais de seis décadas, ganhou diversos prêmios como o Globo de Ouro e Emmys. Ele tem uma estrela na Calçada da Fama de Hollywood e na Calçada da Fama do Canadá. Em outubro de 2023, o Canada Post emitiu um selo em sua homenagem, comemorando sua carreira como um dos atores mais respeitados e versáteis do Canadá.
Sutherland foi frequentemente citado como um dos melhores atores que nunca recebeu uma indicação ao Oscar. No Oscar 2018, ele recebeu um prêmio honorário da Academia por sua carreira.
O ator veio a falecer a 20 de junho de 2024, aos 88 anos, vítima de uma longa doença.

## Filmografia parcial
- 2023 - Miranda's Victim
- 2022 - Moonfall
- 2022 - Mr. Harrigan's Phone
- 2020 - Alone
- 2019 - The Burnt Orange Heresy
- 2019 - Ad Astra
- 2019 - American Hangman
- 2019 - Backdraft 2
- 2018 - Measure of a Man
- 2017 - The Leisure Seeker
- 2017 - Basmati Blues
- 2016 - Milton's Secret
- 2015 - Forsaken
- 2015 - Jogos Vorazes: A Esperança - Parte 2
- 2014 - Jogos Vorazes: A Esperança - Parte 1
- 2013 - Jogos Vorazes: Em Chamas
- 2012 - Jogos Vorazes
- 2011 - Horrible Bosses (br: Quero matar meu chefe)
- 2011 - The Eagle
- 2010 - Assassino a Preço Fixo
- 2008 - Um Amor de Tesouro
- 2007 - Reign Over Me (br: "Reine sobre mim")
- 2006 - Land of the Blind
- 2006 - Aurora Borealis
- 2006 - Ask the Dust (br: Pergunte ao Pó — pt: A poeira do tempo)
- 2006 - Beerfest
- 2006 - An American Haunting (br: Maldição — pt:  Uma caçada americana)
- 2005 - Pride and Prejudice (br / pt: Orgulho e Preconceito)
- 2005 - Human Trafficking (br: Tráfico Humano — pt: Trafico Humano)
- 2005 - Lord of War (br: O senhor das Armas — pt: O senhor da guerra) (voz)
- 2004 - Salem's Lot (br: A Mansão Marsten)
- 2003 - The Italian Job (br: Uma Saída de Mestre — pt: Um golpe em Itália)
- 2003 - Cold Mountain (br / pt: Cold Mountain)
- 2002 - Path to War (br: Bastidores da Guerra) (TV)
- 2001 - Final Fantasy: The Spirits Within (br / pt: Final Fantasy) (voz)
- 2000 - Space Cowboys (br / pt: Cowboys do Espaço)
- 2000 - The Art of War (filme) (br: A Cilada — pt: A arte da guerra)
- 1999 - Instinct (br / pt: Instinto)
- 1999 - The Hunley (br / pt: Guerra Submarina)
- 1999 - Virus (br / pt: Vírus)
- 1998 - Free Money (br: Loucos por Dinheiro — pt: Assaltantes de primeira)
- 1998 - Without Limits (br: Prova de Fogo — pt: Sem limites)
- 1998 - Fallen (br: Possuídos — pt:  A queda)
- 1997 - Shadow Conspiracy (br: Conspiração)
- 1997 - The Assignment
- 1996 - Hollow Point (br/pt: Ponto de Impacto)
- 1996 - A Time to Kill (br / pt: Tempo de Matar)
- 1995 - Outbreak (br: Epidemia — pt: Fora de controlo)
- 1994 - Disclosure (br: Assédio Sexual — pt:Revelação)
- 1994 - The Puppet Masters (br: Sob o Domínio dos Aliens — pt: Puppet Masters - Extraterrestres)
- 1993 - Younger and younger (br: Escrito nas Estrelas)
- 1993 - Benefit of the Doubt (br: Desejo Assassino)
- 1993 - Six degress of separation (br / pt: Seis Graus de Separação)
- 1992 - The Railway Station Man (br: O Homem da Estação) (TV)
- 1992 - Buffy the Vampire Slayer (br: Buffy, a Caça-Vampiros — pt: Buffy, caçadora de vampiros)
- 1991 - JFK (br: JFK - A Pergunta Que Não Quer Calar — pt: JFK)
- 1991 - Backdraft (br: Cortina de Fogo — pt: Mar de chamas)
- 1989 - Lock Up (br: Condenação Brutal — pt: Stallone prisioneiro)
- 1989 - A Dry White Season (br / pt: Assassinato sob Custódia)
- 1987 - The Rosary Murders (br: O Mistério do Rosário Negro)
- 1984 - Ordeal by Innocence''' (br: Condenado pela Inocência)
- 1983 - Max Dugans Returns (br: O Retorno de Max Dugan)
- 1981 - Eye of the Needle (br: O Buraco na Agulha)
- 1980 - Nothing Personal (br: Nada Pessoal)
- 1980 - Ordinary People (br: Gente Como a Gente — pt: Gente vulgar)
- 1979 - The First Great Train Robbery (br: O Primeiro Assalto de Trem)
- 1979 - Murder by Decree (br: Assassinato por Decreto)
- 1978 - National Lampoon's Animal House (br: O Clube dos Cafajestes — pt: A República dos Cucos)
- 1978 - Invasion of the Body Snatchers (br: Os Invasores de Corpos)
- 1977 - The Disappearance (br: O Desaparecimento)
- 1976 - The Eagle Has Landed (br: A águia Pousou)
- 1976 - 1900 (br: 1900)
- 1976 - Il Casanova di Federico Fellini (br: Casanova de Fellini — pt: Il Casanova di Federico Fellini)
- 1975 - The Day of the Locust (br: O Dia do Gafanhoto)
- 1973 - Don't Look Now (br: Inverno de Sangue em Veneza — pt: Aquele inverno em Veneza)
- 1971 - Klute (br: Klute - O Passado Condena)
- 1971 - Johnny Got His Gun (br: Johnny vai à Guerra)
- 1970 - MASH (br: M*A*S*H)
- 1970 - Kelly's Heroes (br: Os Guerreiros Pilantras - pt: Heróis por Conta Própria)
- 1967 - The Dirty Dozen (br: Os Doze Condenados — pt: Doze indomáveis patifes)
- 1965 - Dr. Terror's House of Horrors (br: As Profecias do Dr. Terror)

## Prêmios e indicações
Globo de Ouro (EUA)

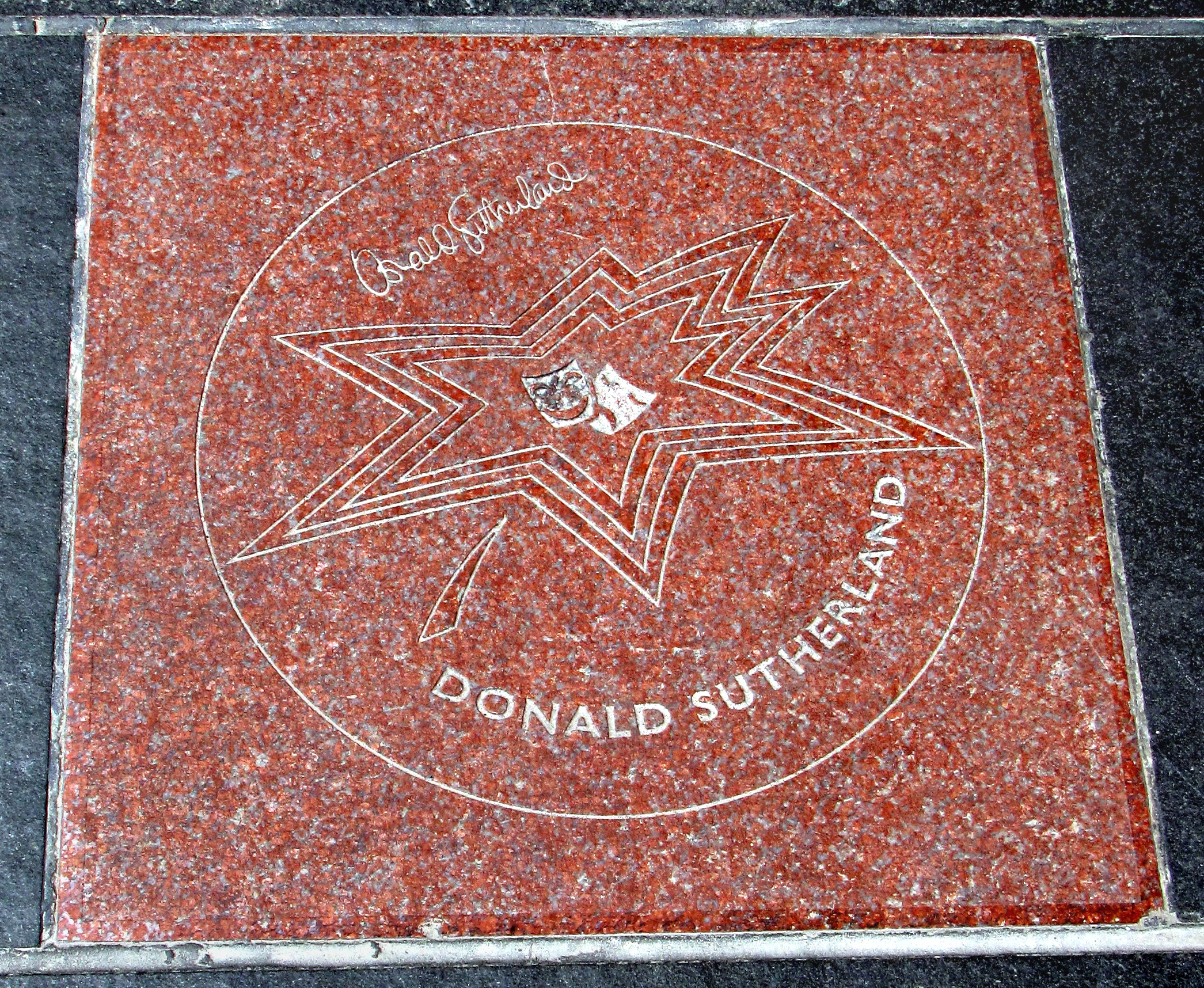
Estrela de Donald Sutherland na Calçada da Fama do Canadá.

- Recebeu uma indicação na categoria de melhor ator - drama, por Gente como a gente (1980).
- Recebeu uma indicação na categoria de melhor ator - comédia / musical, por M*A*S*H* (1970).
- Recebeu uma indicação na categoria de melhor ator coadjuvante, por Prova de Fogo (1998).
- Recebeu uma indicação na categoria de melhor ator coadjuvante em série dramática de TV, por Commander In Chief (2006).
- Venceu na categoria de melhor ator coadjuvante - filme para TV / minissérie / séries de TV, por Citizen X (1995) e Bastidores da Guerra (Path to War) (2002).

BAFTA (Reino Unido
- Recebeu duas indicações na categoria de melhor ator por Dias de Sangue em Veneza (1973) e Steelyard Blues (1973).

Framboesa de Ouro (EUA)
- Recebeu uma indicação na categoria de pior ator coadjuvante por Condenação Brutal (1989).

### Homenagem
- Possui uma estrela na Calçada da Fama do Canadá.
- Possui uma estrela na Calçada da Fama de Hollywood.